# Bloomy
『Bloomy』（ブルーミー）は日本の声優・歌手、小倉唯のオリジナルアルバム。

## 概要
2024年9月18日に日本コロムビアから発売された本作は、小倉にとってレーベル移籍後初となるアルバムである。20代最後のリリースになるであろうアルバムということで、満開の花をイメージして、今の自分の女性らしい、美しさや儚さをテーマに制作した。
本作のリリースに合わせて、2024年秋にライブツアー『小倉唯 LIVE TOUR 2024 〜Bloomy × Meet you!〜』の開催が行われた。

## 音楽性
1曲目「Wind of Bloom」はアルバム全体のメッセージを詰め込んだリード曲。花が咲き誇る一瞬の輝きが美しくて、それを大事にしたいというメッセージを込めている。作詞に悩むも仕上がり的に「現時点での集大成」と語る。また、同楽曲は、本アルバム発売前に先行配信された（後述）。
2曲目「花占いするの♡」は、清竜人による作詞・作曲・編曲。清の作る少し不安になるようなメロディラインが、本作に合うと思って依頼した。
3曲目「恋の秒針」は、切ない冬のラブソング。恋する女の子のドキドキ感が秒針に重なって、想いを打ち明けられず自問自答している様子を、切なく、キュンとするような声色で歌い上げたという。
5曲目「スターチス」は、達観した大人の女性が曲の主人公。シックな雰囲気と、内面的な葛藤が垣間見える歌詞で、等身大な雰囲気を意識して歌い上げたという。
8曲目「Lovely Happily Shiny Days」は、トレンド女子感満載で、ハッピーな曲。小倉曰く自分磨きをして、日々努力するキラキラでかわいい女の子をイメージしたという。
9曲目「One and Only」は、チアソング。同楽曲の制作中にツアー開催が決まっていたので、ライブで客と一体感を感じられるような曲にしたいと語る。
10曲目「センチメンタルメッセージ」は、本作の中で一番メッセージ性が強い、ロックナンバー。SNS社会で、本心を上手く表せないという悩みや葛藤を代弁するように荒々しく、自分の感情をぶつけるような気持ちで歌ったという。
ボーナストラック「わくわくシャンプー&リンス」は、バースデーイベント（ファンクラブイベント）をきっかけに誕生した楽曲。童謡をイメージして子供が聴いても楽しいよう、鼻歌調に仕上げられている。
さらに初回限定盤A同梱のBlu-rayには、自身のソロデビュー曲「Raise」をセルフカバーした「-Bloomy ver.-」を収録している。

## 収録内容
| #         | タイトル                                          | 作詞                   | 作曲                           | 編曲               | 時間  |
| --------- | ------------------------------------------------- | ---------------------- | ------------------------------ | ------------------ | ----- |
| 1.        | 「Wind of Bloom」                                 | 小倉唯                 | 滝澤俊輔                       | 滝澤俊輔           | 3:56  |
| 2.        | 「花占いするの♡」                                 | 清竜人                 | 清竜人                         | 清竜人             | 3:00  |
| 3.        | 「恋の秒針」                                      | 羽星                   | 武田将弥                       | 武田将弥           | 3:53  |
| 4.        | 「秘密♡Melody」                                   | 小倉唯                 | 滝澤俊輔                       | 滝澤俊輔           | 4:10  |
| 5.        | 「スターチス」                                    | 鶴﨑輝一               | 鶴﨑輝一                       | 鶴﨑輝一           | 3:03  |
| 6.        | 「Empty//Princess.」                              | 小倉唯・アオワイファイ | YASUHIRO(康寛)・アオワイファイ | YASUHIRO(康寛)     | 3:24  |
| 7.        | 「君色のキセキ」                                  | 小倉唯                 | 武田将弥                       | 武田将弥           | 4:11  |
| 8.        | 「Lovely Happily Shiny Days」                     | 大森祥子・小倉唯       | 本田正樹                       | 本田正樹           | 3:57  |
| 9.        | 「One and Only」                                  | 磯谷佳江               | 青木康平・藤原彩豊             | 青木康平・藤原彩豊 | 3:55  |
| 10.       | 「センチメンタルメッセージ」                      | 小倉唯・アッシュ井上   | アッシュ井上                   | アッシュ井上       | 4:20  |
| 11.       | 「Love∞Vision」                                   | 只野菜摘               | 小倉唯・俊龍                   | よる。             | 3:49  |
| 12.       | 「わくわくシャンプー&リンス（ボーナストラック）」 | 小倉唯                 | 根本優樹                       | 藤原彩豊           | 2:55  |
| 合計時間: | 合計時間:                                         | 合計時間:              | 合計時間:                      | 合計時間:          | 44:33 |

| #         | タイトル                                             | 作詞  | 作曲・編曲 | 時間 |
| --------- | ---------------------------------------------------- | ----- | ---------- | ---- |
| 1.        | 「Love∞Vision」(MUSIC VIDEO)                         |       |            | 3:46 |
| 2.        | 「秘密♡Melody」(MUSIC VIDEO)                         |       |            | 4:17 |
| 3.        | 「Empty//Princess.」(MUSIC VIDEO)                    |       |            | 3:22 |
| 4.        | 「君色のキセキ」(MUSIC VIDEO)                        |       |            | 4:11 |
| 5.        | 「Wind of Bloom」(MUSIC VIDEO)                       |       |            | 3:59 |
| 6.        | 「Raise ～Bloomy ver.～」(Live Clip)                 |       |            | 4:30 |
| 7.        | 「Precious.」(Dance ver.)                            |       |            | 3:20 |
| 8.        | 「秘密♡Melody」(Dance ver.)                          |       |            | 4:14 |
| 9.        | 「Wind of Bloom」(Lip ver.)                          |       |            | 3:58 |
| 10.       | 「Making of Bloomy」                                 |       |            | 9:22 |
| 11.       | 「Short Making of Raise ～Bloomy ver.～」(Live Clip) |       |            | 1:58 |
| 合計時間: | 合計時間:                                            | 46:57 |            |      |

## 販売形態
初回限定盤A、初回限定盤B、通常盤の3形態で発売された。封入特典としてVoice Actor Card Collection VOL.14 小倉唯「YuicaII〜もしも小倉唯がタイムリープしたら〜」EXカードと「小倉 唯 LIVE TOUR 2024 〜Bloomy × Meet you!〜」ライブ来場者抽選プレゼントキャンペーン抽選番号が封入されている。
- 初回限定盤A：CD+Blu-ray (COZX-2116-7)
- 初回限定盤B：CD+ミニ写真集（COCC-18201）
- 通常盤：CD（COCC-18202）

## 先行配信
本アルバムの発売に先立ち、リード曲『Wind of Bloom』（ウインド・オブ・ブルーム）が、2024年8月26日に日本コロムビアより先行配信シングルとして配信開始された。ハートフォレスト以来の小倉の配信シングルで、アルバム曲の先行配信は、小倉自身としても初の試みとなる。
収録内容
| #  | タイトル          | 作詞   | 作曲・編曲 | 時間 |
| -- | ----------------- | ------ | ---------- | ---- |
| 1. | 「Wind of Bloom」 | 小倉唯 | 滝澤俊輔   | 3:56 |

## メディアでの使用
| # | 楽曲名           | タイアップ                                                             |
| - | ---------------- | ---------------------------------------------------------------------- |
| 4 | 「秘密♡Melody」  | テレビアニメ『私の百合はお仕事です!』オープニングテーマ                |
| 7 | 「君色のキセキ」 | テレビアニメ『ワンルーム、日当たり普通、天使つき。』オープニングテーマ |